# Улица Коммунаров (Горелово)
Улица Коммуна́ров — улица в Красносельском районе Санкт-Петербурга на территории посёлка Горелово. Соединяет Авиационную улицу и Волхонское шоссе (с шоссе не пересекается, выезда нет). Протяжённость — 3370 м. Бывший Нарвский тракт.

## География
Улица проложена в направлении с юго-запада на северо-восток (по нумерации домов); северная оконечность улицы пересекает Волхонское шоссе, южная, пролегающая параллельно реке Дудергофке, проходит через парк и обрывается в 70 метрах от Таллинского шоссе.
По мере возрастания нумерации домов изменяется тип застройки улицы: от малоэтажной застройки и «хрущёвок» до современных кирпично-монолитных многоэтажных жилых зданий.

## Здания и сооружения
- ГУЗ Городская поликлиника № 93;
- ГОУСОШ Школа № 391 Красносельского района
- д. 118 — Северо-Западный банк Сбербанка России, Красносельское отделение N1892/0685
- д. 118/1 — Библиотека, филиал № 4 ЦБС Красносельского района

## Транспорт
- Ж/д станция Горелово (610 м)
- Автобус: № 345 (только на участке от Колобановской улицы до остановки «Улица Коммунаров, 190»)
- Бесплатная развозка до гипермаркетов «Лента» и «О'Кей»

На пересечении с Волхонским шоссе:
- Автобусы: № 108, 147, 195

На пересечении с Аннинским шоссе:
- Автобусы: № 20

## Пересечения
С юго-запада на северо-восток:
- Авиационная улица
- Поселковый переулок
- Речной переулок
- Трудовой переулок
- Садовый переулок
- Песочный переулок
- Лесной переулок
- Аннинское шоссе
- Новопроложенная улица
- Береговая улица
- Полевая улица
- Колобановская улица
- Волхонское шоссе